# Región de Karlovy Vary
La Región de Karlovy Vary  (en checo: Karlovarský kraj; en alemán: Karlsbader Region, pronunciado /ˈkaʁlsˌbaːtɐ ʁeˈɡi̯oːn/) es una unidad administrativa (kraj) de la República Checa. Se sitúa en la región histórica de Bohemia. La capital es Karlovy Vary.

## Distritos
- Cheb
- Karlovy Vary
- Sokolov

## Ciudades principales
Karlovy Vary, Cheb, Sokolov, Aš, Nejdek, Jáchymov, Mariánské Lázně, Františkovy Lázně, Ostrov, Chodov, Kraslice.